# Tajvani kékfarkú
A tajvani kékfarkú (Tarsiger johnstoniae), a madarak osztályának a verébalakúak (Passeriformes) rendjéhez és a  légykapófélék (Muscicapidae) családjához tartozó faj.

## Rendszerezése
A fajt William Robert Ogilvie-Grant skót ornitológus írta le 1906-ban, az Ianthia nembe Ianthia johnstoniae néven. Egyes szervezetek az Erithacus nembe sorolják Erithacus johnstoniae néven.

## Előfordulása
Tajvan szigetén honos. Természetes élőhelyei a szubtrópusi és trópusi hegyi esőerdők. Állandó nem vonuló faj.

## Megjelenése
Testhossza 12 centiméter. A hímnek fekete a fej, a nyak, Fényes, pirosas-narancssárga gallérja és hosszú, keskeny, fehér szemöldöksávja van. A tojónak kevésbé élénkék a színei.
|  |

## Életmódja
Ízeltlábúakkal és férgekkel táplálkozik.

## Szaporodása
Költési időszaka májustól és júliusig tart. Fészekalja 2-3 tojásból áll.

## Természetvédelmi helyzete
Az elterjedési területe kicsi, egyedszáma viszont stabil. A Természetvédelmi Világszövetség Vörös listáján nem fenyegetett fajként szerepel.